# ペドロ・ヒーゾ
ペドロ・ヒーゾ（Pedro Rizzo、1974年5月3日 - ）は、ブラジルの男性元総合格闘家、キックボクサー。リオデジャネイロ出身。ファス・バーリ・トゥード所属。
マルコ・ファスの一番弟子。スタンドでの打撃を得意とする、バーリトゥード時代から活躍していた強豪選手で、UFCでも3度にわたって王座に挑戦した。

## 来歴
アメリカ合衆国のWorld Vale Tudo Championshipで活躍後、UFCに参戦。
1998年10月16日、UFC初参戦となった地元開催のUFC Brazilでタンク・アボットと対戦。1RにKO勝ち。
1999年1月8日、UFC 20で元ヘビー級王者マーク・コールマンと対戦し、2-1の判定勝ち。
1999年11月14日、日本で開催されたUFC 23で高阪剛と王座挑戦者決定戦で対戦。3R後半にアッパーによるレフェリーストップでTKO勝ち。
2000年6月9日、UFC 26のUFC世界ヘビー級タイトルマッチで王者ケビン・ランデルマンに挑戦し、終始グラウンドで劣勢に立たされ、0-3の判定負けを喫しキャリア初黒星となった。
2000年9月22日、UFC 27でダン・スバーンと対戦。テイクダウンディフェンスと打撃で試合を優位に進め、1Rにローキックでギブアップを奪いTKO勝ち。
2001年2月23日、UFC 30でジョシュ・バーネットと対戦。打撃で優位に立ち回り、2Rにカウンターの右フックでKO勝利を収め無敗だったジョシュに初黒星を付けた。
2001年5月4日、UFC 31のUFC世界ヘビー級タイトルマッチで王者ランディ・クートゥアに挑戦。1Rは何度かテイクダウンを奪われ苦戦。中盤以降は終始打撃で圧倒したが0-3の判定負け。この判定が物議を醸したことで2001年11月2日のUFC 34で再戦が組まれるが、TKO負けを喫した。
2002年3月22日、UFC 36で後のヘビー級王者アンドレイ・アルロフスキーと対戦。ローキックやハイキック等の打撃で撹乱し、3RにジャブでKO勝ちを収めた。
2002年9月27日、UFC 39でガン・マッギーと対戦。マッギーの体格差を活かした猛攻に苦戦し、1R終了時にタオル投入でTKO負け。
2003年11月21日、UFC 45: Revolutionでの元王者リコ・ロドリゲス戦で収めた判定勝ちを最後にUFCを離脱した。
2003年12月31日のINOKI BOM-BA-YE 2003に出場予定であったが契約交渉の難航や、リングでの試合に対する準備不足などで実現しなかった。
約一年半後の2005年6月26日、PRIDE初参戦となったPRIDE GRANDPRIX 2005 2nd ROUNDでセルゲイ・ハリトーノフと対戦し、サッカーボールキックからのパウンドでレフェリーストップTKO負け。
2006年2月26日、PRIDE.31でローマン・ゼンツォフと対戦し、カウンターの左フックでKO負け。
2007年3月9日、Art of War 1のIFAヘビー級王座決定戦でジャスティン・エイラーズと対戦し、3-0の判定勝ちを収め王座獲得に成功した。
2007年9月1日、Art of War 3のIFAヘビー級タイトルマッチでジェフ・モンソンと対戦し、パンチ連打でTKO勝ちを収め、王座の初防衛に成功した。
2008年7月19日、Affliction: Bannedでジョシュ・バーネットと約7年半振りに再戦し、2ラウンドに左フックでKO負け。
2009年6月27日、Ultimate Chaosでギルバート・アイブルと対戦し、パウンドでKO負けを喫した。
2010年8月14日に元UFC世界ヘビー級王者ティム・シルビアと対戦予定であったが、シルビアがマリウス・プッツナウスキーとの対戦で足を骨折した為中止となった。
2010年7月18日、Impact FC 2: The Uprising Sydneyでケン・シャムロックと対戦。1Rにローキックでダウンを奪い、パウンドでTKO勝ち。
2010年11月にはPWP「War on the Mainland」で王者ティム・シルビアへ挑戦予定であったが、ヒーゾのトレーニング中の怪我により中止となった。
2012年6月21日、M-1 Globalで一週間前のオファーでエメリヤーエンコ・ヒョードルと対戦し、パウンドでTKO負けを喫した。
2015年9月12日、Face to Faceでアンドリュー・フローレス・スミスと対戦し、ローキックで1RTKO勝ち。試合後に引退を表明した。

## 人物・エピソード
- 幼少期からマルコ・ファスに教えを受け、格闘技の多くを学んだ。
- オランダのドージョー・チャクリキへムエタイ修行へ出向いており、その縁からピーター・アーツやレネ・ローゼ等のスパーリングパートナーを務めるなどK-1ファイターとも親交が深い。
- 指導にも力を入れており、アンデウソン・シウバやアンダーソン・ブラドック・シルバ等の多くのブラジル人ファイターの打撃コーチを務めている。

## 戦績

### 総合格闘技
| 総合格闘技 戦績 | 総合格闘技 戦績 | 総合格闘技 戦績 | 総合格闘技 戦績 | 総合格闘技 戦績 | 総合格闘技 戦績 | 総合格闘技 戦績 |
| --------------- | --------------- | --------------- | --------------- | --------------- | --------------- | --------------- |
| 43 試合         | (T)KO           | 一本            | 判定            | その他          | 引き分け        | 無効試合        |
| 32 勝           | 12              | 4               | 4               | 0               | 0               | 0               |
| 11 敗           | 7               | 0               | 4               | 0               | 0               | 0               |

| 勝敗 | 対戦相手                         | 試合結果                           | 大会名                                                             | 開催年月日     |
| ○    | アンドリュー・フローレス・スミス | 1R終了時 TKO（ローキック）         | Face to Face 12: Rizzo vs. Flores                                  | 2015年9月12日  |
| ×    | 石井慧                           | 5分3R終了 判定0-3                  | IGF GENOME26                                                       | 2013年5月26日  |
| ×    | エメリヤーエンコ・ヒョードル     | 1R 1:24 KO（左フック→パウンド）    | M-1 Global: Fedor vs. Rizzo                                        | 2012年6月21日  |
| ○    | ケン・シャムロック               | 1R 3:33 TKO（ローキック→パウンド） | Impact FC 2: The Uprising Sydney                                   | 2010年7月18日  |
| ○    | ゲーリー・グッドリッジ           | 2R終了時 TKO（棄権）               | Washington Combat: Battle of the Legends                           | 2010年5月15日  |
| ○    | ジェフ・モンソン                 | 5分3R終了 判定3-0                  | Bitetti Combat 4                                                   | 2009年9月12日  |
| ×    | ギルバート・アイブル             | 1R 2:10 KO（パウンド）             | FFI: Ultimate Chaos                                                | 2009年6月27日  |
| ×    | ジョシュ・バーネット             | 2R 1:44 KO（左フック）             | Affliction: Banned                                                 | 2008年7月19日  |
| ○    | ジェフ・モンソン                 | 3R 2:40 TKO（パンチ連打）          | Art of War 3 【IFAヘビー級タイトルマッチ】                         | 2007年9月1日   |
| ○    | ジャスティン・エイラーズ         | 5分3R終了 判定3-0                  | Art of War 1 【IFAヘビー級王座決定戦】                             | 2007年3月9日   |
| ×    | ローマン・ゼンツォフ             | 1R 0:25 KO（左フック）             | PRIDE.31 Dreamers                                                  | 2006年2月26日  |
| ×    | セルゲイ・ハリトーノフ           | 1R 2:02 KO（パウンド）             | PRIDE GRANDPRIX 2005 2nd ROUND                                     | 2005年6月26日  |
| ○    | リコ・ロドリゲス                 | 5分3R終了 判定3-0                  | UFC 45: Revolution                                                 | 2003年11月21日 |
| ○    | トレイ・テリグマン               | 2R 4:25 TKO（ドクターストップ）    | UFC 43: Meltdown                                                   | 2003年6月6日   |
| ×    | ウラジミール・マティシェンコ     | 5分3R終了 判定0-3                  | UFC 41: Onslaught                                                  | 2003年2月28日  |
| ×    | ガン・マッギー                   | 1R終了時 TKO（タオル投入）         | UFC 39: The Warriors Return                                        | 2002年9月27日  |
| ○    | アンドレイ・アルロフスキー       | 3R 1:45 KO（スタンドパンチ連打）   | UFC 36: Worlds Collide                                             | 2002年3月22日  |
| ×    | ランディ・クートゥア             | 3R 1:38 TKO（パウンド）            | UFC 34: High Voltage 【UFC世界ヘビー級タイトルマッチ】             | 2001年11月2日  |
| ×    | ランディ・クートゥア             | 5分5R終了 判定0-3                  | UFC 31: Locked and Loaded 【UFC世界ヘビー級タイトルマッチ】        | 2001年5月4日   |
| ○    | ジョシュ・バーネット             | 2R 4:21 KO（右フック）             | UFC 30: Battle on the Boardwalk                                    | 2001年2月23日  |
| ○    | ダン・スバーン                   | 1R 1:33 ギブアップ（ローキック）   | UFC 27: Ultimate Bad Boyz                                          | 2000年9月22日  |
| ×    | ケビン・ランデルマン             | 5分5R終了 判定0-3                  | UFC 26: Ultimate Field Of Dreams 【UFC世界ヘビー級タイトルマッチ】 | 2000年6月9日   |
| ○    | 高阪剛                           | 3R 1:12 TKO（スタンドパンチ連打）  | UFC 23: Ultimate Japan 2                                           | 1999年11月14日 |
| ○    | トレイ・テリグマン               | 1R 4:29 KO（右ストレート）         | UFC 20: Battle for the Gold                                        | 1999年5月7日   |
| ○    | マーク・コールマン               | 15分1R終了 判定2-1                 | UFC 18: The Road to the Heavyweight Title                          | 1999年1月8日   |
| ○    | タンク・アボット                 | 1R 8:07 KO（右ストレート）         | UFC Brazil: Ultimate Brazil                                        | 1998年10月16日 |
| ○    | リチャード・ハード               | 1R 13:12 ギブアップ（パンチ連打）  | World Vale Tudo Championship 3 【WVCスーパーファイト王座決定戦】   | 1997年1月19日  |
| ○    | ヴァーノン・"タイガー"・ホワイト | 1R 6:30 KO（キック）               | World Vale Tudo Championship 2 【決勝】                            | 1996年11月10日 |
| ○    | ミハエル・ティエロイ             | 1R 0:18 V1アームロック             | World Vale Tudo Championship 2 【準決勝】                          | 1996年11月10日 |
| ○    | ニコラウス・ニコラウス           | 1R 1:49 ギブアップ（パウンド）     | World Vale Tudo Championship 2 【1回戦】                           | 1996年11月10日 |
| ○    | エリック・ラバイユ               | 1R 2:57 TKO（パンチ連打）          | IMA: Battle of Styles                                              | 1996年10月26日 |

### キックボクシング
| キックボクシング 戦績 | キックボクシング 戦績 | キックボクシング 戦績 | キックボクシング 戦績 | キックボクシング 戦績 | キックボクシング 戦績 | キックボクシング 戦績 |
| --------------------- | --------------------- | --------------------- | --------------------- | --------------------- | --------------------- | --------------------- |
| 34 試合               | (T)KO                 | 判定                  | その他                | 引き分け              | 無効試合              |                       |
| 31 勝                 | 30                    | 1                     | 0                     | 1                     | 0                     |                       |
| 2 敗                  | 2                     | 0                     | 0                     | 1                     | 0                     |                       |

| 勝敗 | 対戦相手                     | 試合結果                | 大会名                                         | 開催年月日    |
| ×    | ロイド・ヴァン・ダム         | 2R終了時（タオル投入）  | Nikko T. Press Productions: Battle of the Best | 1997年5月11日 |
| ○    | ロブ・ファン・エスドンク     | 3R終了時（タオル投入）  | Nikko T. Press Productions: Battle of the Best | 1997年5月11日 |
| ○    | オーランド・ブライエンバーグ | 3R終了 判定3-0          | Nikko T. Press Productions: Battle of the Best | 1997年5月11日 |
| ×    | マイケル・トンプソン         | 3R 1:19 TKO（左瞼負傷） | K-1 HERCULES                                   | 1995年12月9日 |

## 獲得タイトル
- World Vale Tudo Championship 2 優勝（1996年）
- 第2代WVCスーパーファイト王座（1997年）
- IFAヘビー級王座（2007年）